# Anneliese Most
Anneliese Most (* 25. November 1912 in Wismar; † 6. September 1982) war eine deutsche Kindergärtnerin und Politikerin. Zunächst war sie im ostdeutschen DFD tätig, später im Westen für die SPD. Auf Vorschlag der SPD wurde sie für eine Wahlperiode von 1957 bis 1961 als Abgeordnete in die Hamburgische Bürgerschaft gewählt.

## Leben und Wirken
Die gelernte Kindergärtnerin Anneliese Most übte ihren Beruf bis zu ihrer Heirat 1935 aus. Ihr Mann starb 1945. Sie arbeitete von 1945 bis 1947 als Selbstständige, ehe sie Anstellungen bei Verwaltungsdienststellen in Ludwigslust, Schwerin und Potsdam bekam. Im Deutschen Demokratischen Frauenbund war sie von 1949 bis 1952 in führenden Funktionen tätig, darunter als DFD-Landessekretärin von Mecklenburg und danach in Brandenburg.
1952 wechselte sie nach Westberlin und wurde als politischer Flüchtling anerkannt. Sie trat in die SPD ein. 1953 zog sie nach Hamburg und bekam eine Anstellung als Parteisekretärin der SPD, Kreis Hamburg-Wandsbek. 1957 wurde sie auf Vorschlag der SPD in das Hamburgische Landesparlament gewählt. Sie setzte sich vor allem für ein neues Strahlenschutzgesetz ein und schloss sich der Initiative Kampf dem Atomtod an.